# لندنا، آنگولا
لندنا (به انگلیسی: Lândana (Cacongo)) شهری در استان کبیندا واقع در کشور آنگولا است که در سال ۲۰۰۹ میلادی ۱۶٬۷۸۳ نفر جمعیت داشته است.